# Lara Croft: Tomb Raider
Lara Croft: Tomb Raider è un film del 2001 diretto da Simon West.
Interpretato da Angelina Jolie e tratto dalla serie di videogiochi Tomb Raider, è un lungometraggio d'avventura che porta per la prima volta sul grande schermo l'eroina virtuale Lara Croft. È stato definito il primo blockbuster di successo tratto da un videogioco.

## Trama
Ad una settimana di distanza da un raro allineamento planetario e in corrispondenza dell'anniversario della misteriosa scomparsa del padre, la giovane archeologa Lara Croft si trova in Inghilterra nel suo lussuoso maniero assieme al maggiordomo Hillary e all'assistente tecnico Bryce. Gli allenamenti fisici estremi a cui si sottopone non riescono a distrarla dalla triste ricorrenza che riporta alla memoria i vividi ricordi d'infanzia col genitore, solito intrattenerla narrandole dettagliatamente dei suoi studi.
Parallelamente, a Venezia, i capi membri della società segreta degli Illuminati, riuniti in consiglio, temono di non riuscire a recuperare in tempo una chiave perduta che dà accesso alle due metà di un antico manufatto: il triangolo della luce, il cui potere può essere sprigionato solo se assemblato nel corso dell'ultima fase dell'eccezionale evento cosmologico: un'eclissi solare totale. Manfred Powell, ancora inconsapevole di dove sia localizzata, è l'incaricato del suo ritrovamento. La stessa notte, preda della reminiscenza del racconto del genitore sulla magica reliquia, Lara viene svegliata da un inconsueto ticchettio proveniente da un antico orologio nascosto in una stanza segreta: è la custodia di un reperto sconosciuto.
Necessitando di una valutazione esperta, più tardi, si reca allo studio del dottor Wilson, amico fidato del padre, dove incappa in Alex West, suo ex collega e amante. È inutile il suo tentativo di ricreare affinità con la giovane in un rapporto macchiato dal tradimento. Slealtà che colpisce ancora una volta Lara ora che il signor Wilson, sotto ricatto, le propone un incontro con Powell. Durante il loro incontro, Powell finge di non saper nulla riguardo all'orologio, ma Lara capisce che sta mentendo. Quella notte, mentre Lara è impegnata in un "balletto bunjee" in casa sua, dei mercenari al soldo di Powell irrompono e riescono a impadronirsi dell'orologio.
Il giorno dopo, Lara riceve una lettera che suo padre aveva fatto in modo da recapitarle proprio quel giorno: in essa, lui le rivela che il Triangolo è un potente artefatto, reliquia di una civiltà superiore ormai scomparsa. Grazie a esso, si può arrivare a controllare il tempo, ma i suoi poteri causarono morte e distruzione, e per questo venne deciso di spaccarlo in due e nasconderne una metà in Cambogia, mentre l'altra rimase nelle rovine della città-stato della civiltà che l'aveva creato, in Siberia. L'orologio che le aveva lasciato è la chiave per entrambe le metà, ma esso va usato nel preciso istante dell'allineamento, o il Triangolo andrà perso per sempre. Il padre di Lara mette inoltre in guardia sua figlia dagli Illuminati, e le dice di trovare il Triangolo prima di loro per distruggerlo ed evitare che loro ne controllino il potere.
Lara parte immediatamente per la Cambogia, dove Powell ha già rintracciato la "Tomba delle Luci Danzanti", sede della prima metà del Triangolo. L'uomo pensa di aver risolto l'enigma per rintracciarla, ma in realtà è Lara a capire dove esattamente vada posizionato l'orologio. L'attivazione della Tomba porta, però, anche all'attacco delle statue di pietra del tempio, che prendono vita; tra di esse c'è anche un enorme guardiano a sei braccia, che Lara riesce a sconfiggere dopo una lotta tremenda. La giovane donna si impadronisce anche della prima metà del Triangolo e scappa con essa in un monastero buddista.
Adesso Lara ha la prima metà del Triangolo, ma Powell ha ancora l'orologio, e i due si incontrano a Venezia per cercare un accordo che li porti a ritrovare la seconda metà. Qui, Powell le rivela che suo padre era in effetti un membro degli Illuminati per provocarla, cosa che la giovane cerca di negare con veemenza. Alla fine, i due si accordano e si recano in Siberia, dove riescono a trovare la città perduta. Lara riesce a trovare la seconda metà in un'enorme riproduzione meccanica del Sistema Solare, ma quando Powell cerca di riunire le due metà, il Triangolo non funziona. Comprendendo che Lara potrebbe sapere come attivarlo, l'uomo uccide allora Alex West e le dice di svelargli il segreto, in cambio della vita del suo ex e di suo padre. Con riluttanza, Lara ritrova l'ultimo pezzo del Triangolo (un minuscolo ingranaggio all'interno dell'orologio) e riesce a ridare vita all'artefatto; ne segue una lotta per il possesso del Triangolo, vinta da Lara.
Grazie ai poteri del Triangolo, Lara si trova in un limbo spazio-temporale nel quale riesce ad avere un colloquio con suo padre. Lui le rivela di essere in effetti stato un Illuminato, ma di essersi ribellato a loro quando aveva scoperto i loro piani. Lara vorrebbe usare i poteri del Triangolo per riportarlo in vita, ma lui le dice di distruggerlo perché non cada nelle mani di Powell. Lara torna allora nel presente, fino al momento in cui Powell aveva lanciato il suo pugnale verso Alex West; la donna lo afferra e lo ruota in modo che punti verso il suo nemico, quindi spara al Triangolo e lo distrugge. Il tempo torna a scorrere normalmente e il pugnale colpisce Powell al posto di West; il planetario comincia a crollare e tutti scappano, ma Powell attira Lara in uno scontro a mani nude, durante il quale le rivela di essere stato lui ad assassinare suo padre, e di essere in possesso di un suo orologio da taschino con una foto della madre di Lara. Dopo uno scontro molto duro dove inizialmente Powell ha la meglio, Lara riesce a ucciderlo, quindi recupera il gioiello e fugge via dalle rovine.
Tornata a Croft Manor, Lara va a rendere omaggio a suo padre indossando un vestito elegante, per lo shock di Hillary e Bryce; quest'ultimo ha inoltre preparato una versione riprogrammata del robot visto all'inizio del film: Lara afferra le sue pistole e inizia a lottare contro di lui.

## Personaggi e interpreti
- Lara Croft: giovane ereditiera inglese, fotogiornalista di professione, ma in realtà valente archeologa e predatrice di tombe, Lara Croft è la protagonista del film. A prima vista sicura delle sue notevoli abilità intellettuali e fisiche, tenace e anticonformista, intraprendente e dotata di uno spiccato senso dell'umorismo, si rivela nel corso del film un'eroina sensibile e coscienziosa dal passato arduo: caratteristiche che l'hanno resa al pubblico un personaggio appassionante e originale.[2]
- Manfred Powell: sebbene si presenti come un avvocato appassionato di antichi cimeli, Manfred Powell è in realtà un autorevole membro della setta degli Illuminati, cinico, spietato, fanatico e senza scrupoli. Alla ricerca del Triangolo della Luce per scopi crudeli, dotato di astuzia e persuasione, è il degno avversario di Lara, e antagonista principale del film.[2]
- Alex West: complice occasionale di Lara, è ora un archeologo mercenario al servizio di Powell. L'avventura non solo farà rincontrare i due dopo molto tempo, ma metterà a dura prova l'animo dell'uomo assetato di denaro da un lato e incapace di voltare le spalle all'amica dall'altro.[2]
- Bryce: dal desiderio della produzione di inserire all'interno del film elementi tecnici e scientifici, come pure di affiancare alla protagonista un autentico aiutante, è nato Bryce, l'assistente tecnico di Lara. Sebbene appaia insolito e svitato, il personaggio si approccia alla tecnologia con competenza ed entusiasmo.[2]
- Lord Richard Croft: esperto viaggiatore, nonché acculturato studioso, Lord Richard Croft è il padre di Lara, morto misteriosamente durante una delle sue esplorazioni quando ella era poco più che una bambina. Avendole in vita impartito un'istruzione attenta ed essendo stato un genitore amorevole, per la protagonista il lutto del padre è un rimpianto doloroso.[2]
- Hillary: è maggiordomo nel Maniero Croft. Fedele e premuroso, ha un carattere piacevolmente ambivalente che lo rende particolarmente spassoso. Infatti, nonostante nei modi di fare sia contenuto, educato e raffinato, quando la situazione si fa estrema prende parte all'azione con slancio.[2]

## Produzione

### La realizzazione del personaggio
La storia, scritta da Sara B. Cooper, Mike Werb e Michael Colleary, è stata riadattata dal regista Simon West con sceneggiatura di Patrick Massett e John Zinman.
Sebbene la figura di Lara Croft sia ispirata alla serie di videogiochi Tomb Raider, il film conta ruoli del tutto esclusivi.
Alla ricerca di un'attrice fascinosa ma allo stesso tempo valente, Simon West assegnò il ruolo da protagonista alla premio Oscar Angelina Jolie. Interpretare la figura di Lara Croft ha richiesto all'attrice una rigida preparazione fisica e mentale che, oltre all'esercizio sul set, ha incluso ginnastica, pratica di arti marziali, tiro con armi da fuoco, canoa, guida di motocicletta e fuoristrada, a un ritmo di cinque giorni a settimana. Nonostante inizialmente il regista avesse pensato di ricorrere a degli stuntman per l'esecuzione delle acrobazie, la Jolie si rivelò particolarmente versatile e propensa al ruolo, tanto da recitare in quasi tutte le scene del film senza la necessità di controfigure (come ad esempio la sequenza dell'assalto al maniero Croft). L'attrice ha riscosso notevole successo con questo ruolo, che lei stessa ha detto di amare: ha infatti dichiarato di avere numerose caratteristiche in comune con il personaggio di Lara Croft.

### Riprese
Obiettivo principale della regia fu di ambientare la narrazione in territori esotici straordinari, inquadrando l'avventura da una prospettiva globale, e di accostare a elementi tipici dell'antichità, componenti ultramoderni, sequenze d'azione e sofisticati effetti speciali. Con lo scopo di filmare scenari verosimili, inoltre, le riprese dei luoghi reali sono state effettuate sul campo e le tombe ricreate a grandezza naturale in teatri di posa, su complessi progetti elaborati dallo scenografo Kirk Petruccelli (si trattava all'epoca dei più grandi set cinematografici mai realizzati).

#### Cambogia

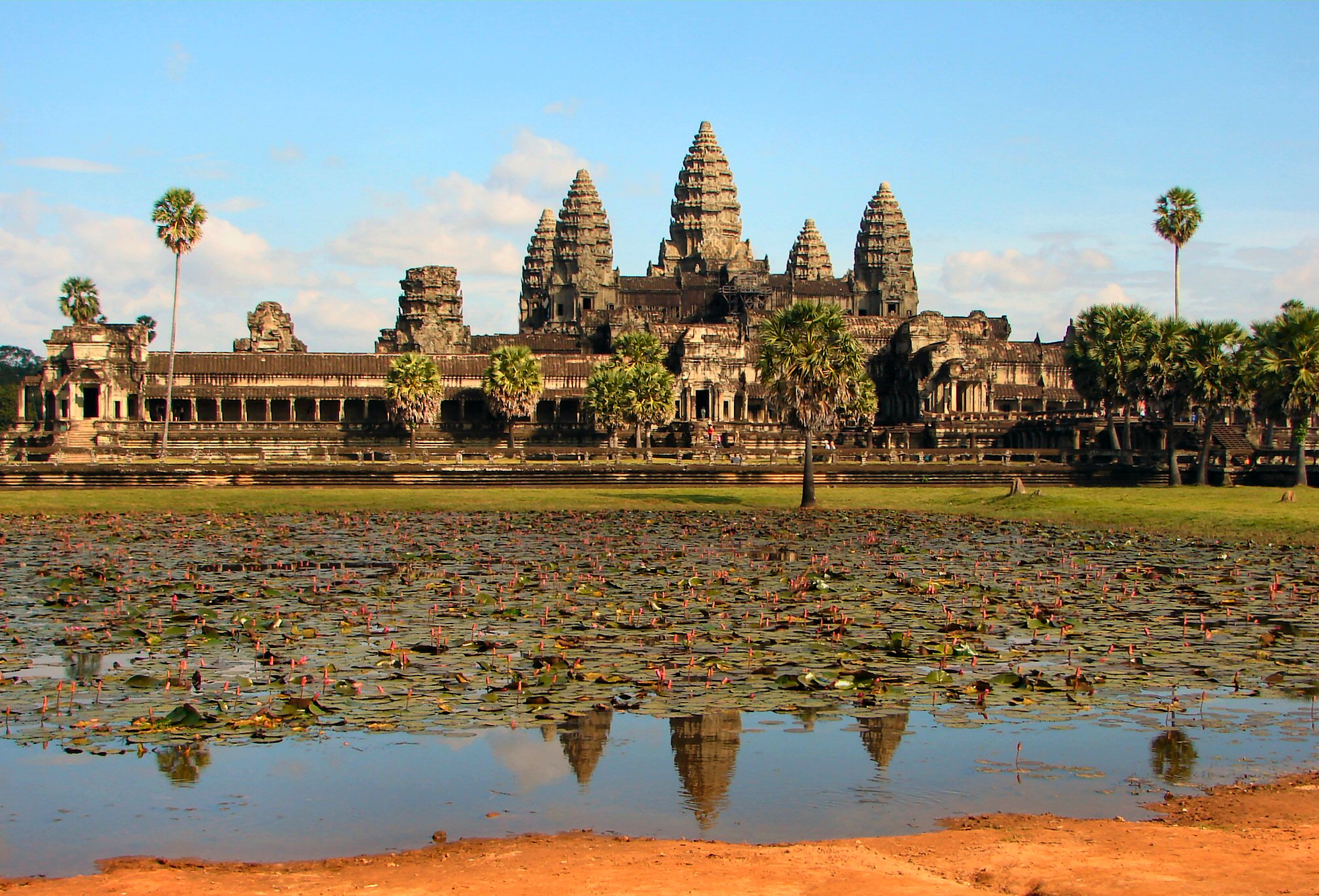
Il tempio di Angkor Wat, Cambogia, nel 2005.

Per un'unità narrativa che puntava a essere il "cuore spirituale" della pellicola, Simon West intravide nel sito archeologico di Angkor la perfetta ambientazione. Facendo fronte agli insetti locali e a un clima afoso, la troupe effettuò le uniche riprese cinematografiche mai realizzate sul luogo sin dai primi anni 1960. Il set della tomba cambogiana ricalca l'architettura antica del tempio di Angkor Wat con la svrapposizione di geometrie moderne.

#### Siberia
L'unità narrativa del film ambientata nella Russia settentrionale, è stata girata effettivamente in Islanda. Il clima rigido e le improvvise precipitazioni hanno reso le riprese particolarmente ardue, soprattutto sul ghiacciaio Vatnajökull, il più grande d'Europa, già di per sé pericoloso a causa delle sue innumerevoli voragini. Nelle scene del film sono stati impiegati 48 siberian husky addestrati al traino delle slitte.
Il planetario meccanico è stato costruito in acciaio e si eleva su una piscina con migliaia di litri d'acqua. La sua complessa realizzazione ha richiesto settimane, affinché i bracci a sostegno dei nove pianeti in rivoluzione attorno al Sole si incrociassero senza collisioni. La scena culminante nella distruzione del planetario ha richiesto l'uso di esplosivo ad alto potenziale, del posizionamento in precisi punti del soffitto di stalattiti pronte a precipitare e di un serbatoio da 200.000 litri per produrre il muro d'acqua. Data l'irripetibilità di questa sequenza spettacolare, sono state posizionate sul set 14 cineprese, delle quali una in corsa su un binario circolare a 360 gradi.

## Promozione
(Tagline del film)

## Distribuzione

### Censura
Il film fu soggetto a una lavorazione attenta a evitare scene troppo cruente o sanguinose, poiché lo si doveva mantenere entro la soglia dell'RPG12 (la sua visione doveva cioè essere permessa a un pubblico di età superiore ai 12 anni). Per questo motivo, ad esempio, nel corso dell'intero film Lara non uccide né ferisce nessun essere umano con le sue pistole (solo esseri soprannaturali), a differenza del videogame e del secondo film. Fu inoltre tagliata una scena piuttosto importante perché ritenuta troppo macabra: quella in cui Powell uccide Wilson mediante decapitazione.
Per la stessa ragione nessuno dei personaggi pronuncia mai delle parolacce, preferendo delle interiezioni "edulcorate" o interrompendo l'esclamazione alla penultima sillaba. Furono però girati dei dialoghi in cui venivano utilizzate parolacce, e per questo furono tagliati o rigirati in nuove versioni. Queste scene si possono trovare tra i contenuti extra del DVD del film.

## Accoglienza

### Incassi
La Paramount Pictures ha investito circa 115 milioni di dollari per questo film che ha poi guadagnato 274.703.340 dollari, spingendo la major hoollywoodiana a progettarne un sequel, Tomb Raider - La culla della vita.

### Critica
Il film è stato stroncato dalla critica. Sul sito Rotten Tomatoes detiene un 20% di gradimento basato su 157 recensioni professionali, con un voto medio di 3.9/10, mentre su Metacritic ha un punteggio di 33 su 100, basato su 31 critiche. IGN gli ha assegnato la peggior valutazione possibile, ovvero 0 su 10,  criticandone ogni aspetto, dalle interpretazioni dei personaggi al finale.

## Riconoscimenti
- 2001 - Bogey Awards
  - Bogey Award in Argento
- 2001 - Razzie Awards
  - Candidatura per la peggior attrice protagonista ad Angelina Jolie
- 2001 - Teen Choice Awards
  - Candidatura per il miglior film d'azione/di avventura/drammatico
  - Candidatura per la miglior attrice protagonista ad Angelina Jolie
- 2002 - ASCAP Award
  - Miglior canzone (Get Ur Freak On) a Missy Elliott e Tim Mosley
- 2002 - BMI Film & TV Award
  - Miglior colonna sonora a Graeme Revell
- 2002 - Golden Reel Award
  - Candidatura per il miglior montaggio sonoro (Effetti speciali)
- 2002 - Kids' Choice Awards
  - Candidatura per la miglior eroina in un film d'azione ad Angelina Jolie
- 2002 - MTV Movie Awards
  - Candidatura per la miglior performance femminile ad Angelina Jolie
  - Candidatura per il miglior combattimento ad Angelina Jolie contro il robot
- 2002 - Saturn Award
  - Candidatura per il miglior film di fantascienza
  - Candidatura per la miglior attrice protagonista ad Angelina Jolie
- 2002 - Taurus World Stunt Awards
  - Candidatura per il miglior stunt di una donna a Eunice Huthart

## Altri media
Dalla sceneggiatura del film è stato tratto anche un romanzo, scritto dall'autore Dave Stern e pubblicato in concomitanza con l'uscita nelle sale del film. Il libro segue fedelmente la trama del film, comprese alcune scene tagliate o previste solo in fase di pre-produzione; in più aggiunge degli omaggi ai videogame (come l'incontro di Lara col fratello di Marco Bartoli, suo nemico in Tomb Raider II) e scene completamente nuove. Ci sono anche alcune grosse differenze, come ad esempio la sconfitta di Powell che non viene ucciso ma confinato in un limbo spazio-temporale.
In Italia il romanzo è stato edito dalla Sonzogno.

## Sequel e reboot
Nel 2003 è stato realizzato un sequel, Lara Croft: Tomb Raider - La culla della vita, diretto da Jan de Bont e interpretato ancora da Angelina Jolie. Nel 2018 è uscito nelle sale il reboot, Tomb Raider, che riprende la storia dei videogiochi Tomb Raider, Rise of the Tomb Raider e Shadow of the Tomb Raider.